# トヨタ・A型エンジン (初代)
トヨタ・A型エンジン（トヨタ・Aがたエンジン）は、トヨタ自動車の水冷直列6気筒ガソリンエンジンの系列である。
トヨタ初の量産エンジン。1933年型日本製シボレー乗用車のエンジンを忠実にコピーすることで生まれたが、これには、市場に豊富にある、シボレー用の部品（純正、社外とも）との互換性を持たせることで、整備の迅速化を図る狙いもあった。
エンジン鋳造担当の菅隆俊（かん たかとし）がディーゼルエンジンにヒントを得た、「菅式ヘッド」と呼ばれるハイ スワール インテークポートを考案し、ベースとなったシボレーの出力を上回ることに成功した。

## 型式
- First generation Model A
- 1935年11月登場
- ガソリンエンジン
- 水冷直列6気筒OHV

### A - 3,400cc
- トヨダ・A1型乗用車（試作車 1935年5月）
- （初）トヨダ・G1型トラック（トヨタ初の量産車 1935年11月（1936年9月[1]）
- トヨダ・DA型バスシャーシ（1936年1月[2]）
- トヨダ・GA型トラック（1936年9月[3]）
- トヨダ・AA型乗用車トヨダ・AA型乗用車|トヨダAA型（トヨタ初の量産乗用車 1936年9月）
- トヨダ・AB型フェートン（AA型のオープンモデル 1936年9月）
- トヨタ・AC型（1943年？月 1944年2月、戦時統制により生産中止）
1947年5-7月 GHQの許可により、外国人視察団用にストック部品を寄せ集めた50台が生産される）

## 系譜
- エンジン型式一覧の自動車用エンジンの系譜を参照。